# Oskari Paatela
Pour les articles homonymes, voir Paatela.
Oskari Paatela (jusqu'en 1906 Frans Oskar Pavén ; né le 14 septembre 1888 à Vantaa et mort le 25 février 1952 à Vaasa) est un artiste peintre finlandais